# Dicrostonyx torquatus
Pour les articles homonymes, voir Lemming variable.
Lemming arctique, Lemming variable
Espèce
Dicrostonyx torquatus, le Lemming arctique ou Lemming variable, est une espèce de rongeurs de la famille des Cricétidés.

## Systématique
Le nom valide complet (avec auteur) de ce taxon est Dicrostonyx torquatus (Pallas, 1778).
L'espèce a été initialement classée dans le genre Mus sous le protonyme Mus torquatus Pallas, 1778.
Dicrostonyx torquatus a pour synonymes :
- Dicrostonyx chionopaes G.M.Allen, 1914
- Lemmus ungulatus Von Baer, 1841
- Mus lenae Kerr, 1792
- Mus lenensis Pallas, 1779
- Mus torquatus Pallas, 1778
- Myodes torquatus subsp. pallida Middendorff, 1853